# Viên Liễu Phàm
Viên Liễu Phàm tên thật là Viên Hoàng là một viên quan nhà Minh, quê ở Ngô Giang, phủ Tô Châu.
Tác phẩm nổi tiếng của ông là Nhiếp Sinh Tam Yếu và Viên Liễu Phàm Tiên Sinh Tĩnh Tọa Yếu Quyết, Liễu Phàm Tứ Huấn. Quyển Tĩnh Tọa Yếu Quyết có 3 thiên: Dự Hành, Tu Chứng, và Điều Tức. Thiên Dự Hành giới thiệu những điều cần yếu của người luyện tĩnh tọa, trọng điểm là điều tâm, hệ duyên thu tâm, tá sự luyện tâm, tĩnh xứ dưỡng khí, náo xứ luyện thần. Thiên Tu Chứng thảo luận sự tự thể nghiệm của việc tọa thiền. Thiên Điều Tức giới thiệu 3 phương pháp điều tức của Phật giáo Thiên Thai Tông (tức là Lục Diệu Môn, Thập Lục Đặc Thắng, Thông Minh Quán).